# Sofia de Mecklenburg-Güstrow
Sofia de Mecklenburg-Schwerin o de Mecklenburg-Güstrow -en alemany Sophie von Mecklenburg- (Wismar, 4 de setembre de 1557 - 3 d'octubre de 1631, Nykøbing Falster, Regne de Dinamarca) fou una noble alemanya, filla d'Ulric III de Mecklenburg-Güstrow (1527-1603) i d'Elisabet d'Oldenburg de Dinamarca (1524-1586). Era una dona culta i amant de la ciència. I com que el seu marit era ben conegut pels seus excessos en banquets, alcohol i una conducta inquieta que incloïa la infidelitat, va enviar els seus tres fills majors a viure amb els seus pares a Güstrow. També estava interessada en el folklore i les velles cançons. El 20 de juliol de 1572, amb només catorze anys, es va casar a Copenhaguen amb el rei Frederic II de Dinamarca (1534-1588), fill de Cristià III (1503-1559) i de Dorotea de Saxònia-Lauenburg (1511-1571). La parella va tenir set fills:
- Elisabet (1573-1626). Consort del duc Enric Juli de Brunsvic-Lüneburg (1564-1613).
- Anna (1574-1619). Casada amb Jaume I d'Anglaterra i VI d'Escòcia (1566-1625).
- Cristià (1577-1648). Rei de Dinamarca i Noruega. Casat amb Anna Caterina de Brandenburg (1575-1612).
- Ulric (1578-1624).
- Augusta (1580-1639). Consort del duc Joan Adolf de Schleswig-Holstein-Gottorp (1575-1616).
- Eduvigis (1581-1641). Consort del príncep elector de Saxònia Cristià II (1583-1611).
- Joan (1583-1602).